# Dolina Iwaniacka
Dolina Iwaniacka je dolina v polských Západních Tatrách mezi svahy Kominiarskeho Wierchu a Ornaku, spadajícími zpod Iwaniackej Przełęczy (1459 m n. m.) do Doliny Starorobociańské. Jméno doliny je odvozeno od polany Iwanówka, která se nachází na úpatí její severních úbočí.
Dolinu v převážné míře vytvářejí křemenné pískovce. Protéká skrze ní Iwaniacki Potok vtékající do Starorobociańskeho Potoka. Místy se ztrácí v podloží. Celá dolina je porostlá smrkovým lesem.
V údolí se nachází několik nevelkých jeskyní, kromě jiných Schronisko pod Dziobem I (Schronisko - jeskynní přístřeší, útulek), Schronisko pod Dziobem II, Schronisko pod Dziobem III, Schron Zachodni v Iwanówce, Szczelina v Iwanówce (Štěrbina v Ivanovke) a Schron v ściana pod Szczytem.

## Turistika
- z Doliny Chochołowské. Na začátku vede souběžně s černou značkou na Poľanu Iwanówka, kde se odpojuje, pokračuje dolinou Iwaniackou a přes Iwaniacku Przełęcz na Chatu PTTK na Hali Ornak. Čas túry přibližně: 2:15 h, zpět 2:05 h